# Bedburg-Hau
Bedburg-Hau település Németországban, azon belül Észak-Rajna-Vesztfália tartományban. Lakosainak száma 13 607 fő (2023. december 31.). Bedburg-Hau Kleve, Kalkar, Uedem és Goch községekkel határos.

## Népesség
A település népességének változása:
| Lakosok száma | 13 134 | 13 212 | 13 033 | 13 060 | 12 933 | 13 033 | 13 341 | 13 607 |
|               | 1975   | 2010   | 2015   | 2017   | 2019   | 2021   | 2022   | 2023   |